# Rue de l'Ancienne-Prison
La rue de l'Ancienne-Prison est une voie publique de la commune française de Rouen dans le département de Seine-Maritime, en Normandie.

## Situation et accès
La rue de l'Ancienne-Prison est une voie de la rive droite de Rouen, située dans le quartier Vieux-Marché – Cathédrale de Rouen, à proximité directe de la place du Vieux-Marché et de l'église Sainte-Jeanne-d'Arc. Elle commence à partir de la rue des Bons-Enfants avant d'ouvrir, d'une part, sur la rue Cauchoise et, d'autre part, sur la place du Vieux-Marché.
La station de tramway la plus proche est Palais de Justice.
La synagogue de Rouen, au bout de la voie, longe la rue des Bons-Enfants.

## Origine du nom
Elle porte ce nom en raison d'une geôle de l'abbaye de Bondeville qui y existait jadis.

## Bâtiments remarquables
La rue de l'Ancienne-Prison comporte quelques édifices protégés au titre des Monuments historiques et répertoriés par le ministère de la Culture :
- n°3 : maison[1] ;
- n°9 : hôtel particulier, dit « hôtel Belliard » datant du XVIIIe siècle[2] ;
- n°10 et 12 : hôtel particulier[3].